# Jan Wegereef
Jan Willem Wegereef (født 17. januar 1962) er en tidligere hollandsk fodbolddommer. Han dømte internationalt under det internationale fodboldforbund FIFA fra 1992 til 2007, hvor han faldte for aldersgræsen på 45 år for internationale dommere. Han var placeret i den europæiske dommergruppe som Elite Category-dommer. Han deltog ved VM-slutrunden i 2002, hvor det blev til en enkelt kamp.

## Karriere

### VM 2002
Senegal  –  Uruguay 3-3.

## Kampe med danske hold
- Den 24. april 1996: Venskabskamp: Danmark – Skotland 2-0.
- Den 31. juli 1996: Semifinale i Intertoto cuppen: Silkeborg – Ural Yekaterinburg 0-1.
- Den 5. september 2001: Kvalifikation til VM 2002: Bulgarien – Danmark 0-2.
- Den 30. november 2005: UEFA Cuppen gruppespillet: Brøndby – Espanyol 1-1.
- Den 17. oktober 2006: Champions League: Manchester United – FC København 3-0.
- Den 19. december 2007: UEFA Cuppen gruppespillet: Hapoel Tel-Aviv – AaB 1-3.